# Misie sui iuris Tokelau
Misie sui iuris Tokelau je katolickou misií a její ritus je latinský.

## Území
Misie zahrnuje celé území atolů Tokelau.
Sídlem misie je atol Nukunonu.
Misie se dělí na 2 farnosti. K roku 2017 měla 535 věřících, 1 misijního kněze, 1 řeholního kněze, 2 trvalé jáhny a 2 řeholníky.

## Historie
Misie byla zřízena 26. června 1992, a to z území arcidiecéze Samoa-Apia a Tokelau.

## Seznam superiorů
- Patrick Edward O'Connor (1992–2011)
- Oliver Pugoy Aro, M.S.P. (2011–2018)
- Alapati Lui Mataeliga (2018–2023)
- Mosese Vitolio Tui (od 2024)